# مارسيل ري-جوليت
مارسيل ري-جوليت (بالفرنسية: Michel, Charles Rey-Golliet)‏ (21 مارس 1893 – 18 سبتمبر 1967) هو ملاكم فرنسي راحل، مثّل بلاده في الألعاب الأولمبية الصيفية 1920.

## روابط خارجية
مارسيل ري-جوليت على موقع بوكس ريك (الإنجليزية) (registration required)
- مارسيل ري-جوليت على موقع اللجنة الأولمبية الدولية (الإنجليزية)
- مارسيل ري-جوليت على موقع أوليمبيديا (الإنجليزية)